# Scrophularia integrifolia
Scrophularia integrifolia är en flenörtsväxtart som beskrevs av Nikolai Vasilievich Pavlov. Scrophularia integrifolia ingår i släktet flenörter, och familjen flenörtsväxter. Inga underarter finns listade i Catalogue of Life.